# 'O sole mio
'O sole mio è una canzone napoletana, pubblicata nel 1898 e conosciuta in tutto il mondo. È stata incisa da cantanti di varie lingue.

## Storia
Giovanni Capurro, giornalista e redattore delle pagine culturali del quotidiano Roma  di Napoli, nel 1898 scrisse i versi della canzone affidandone la composizione musicale a Eduardo Di Capua. In quel tempo Di Capua si trovava a Odessa, nell’Impero russo, con suo padre, violinista in un'orchestra. La musica sembra essere stata ispirata da un episodio in cui Giovanni Capurro, trovandosi sul Mar Nero, iniziò a riflettere sul panorama di Napoli. Lasciandosi trasportare dai ricordi e dalla nostalgia, immaginò di essere nuovamente nella città partenopea. L'ispirazione sembra essere legata anche alla figura della nobildonna oleggese Anna Maria Vignati-Mazza, conosciuta come "Nina", sposa del senatore Giorgio Arcoleo e vincitrice a Napoli del primo concorso di bellezza della città partenopea, che si trovava a Napoli e potrebbe aver rappresentato una musa per l’artista. Il brano venne poi presentato a Napoli alla Festa di Piedigrotta a un concorso musicale de "La tavola rotonda: Giornale, letterario, illustrato, musicale della domenica" della Casa Editrice Ferdinando Bideri, ma senza ottenere grande successo e arrivando secondo (vincendo il premio di lire 200), ma in seguito si diffuse sempre più - anche fuori dall'Italia -  fino a diventare un vero e proprio patrimonio della musica mondiale. Infatti, questa canzone fu eseguita dalla banda e cantata all'unisono dal pubblico in sostituzione dell'inno nazionale italiano durante la cerimonia di chiusura delle Olimpiadi di Anversa nel 1920 ed addirittura canticchiata nel 1961 da Yuri Gagarin a bordo della propria navicella spaziale!
'O sole mio è una delle canzoni più famose di tutti i tempi, ma non fruttò molto ai suoi due autori, Capurro e Di Capua, che morirono in povertà, rispettivamente nel 1920 e nel 1917. La casa di edizioni musicali Bideri continua a percepire le royalty del pezzo, che -  nonostante sia passato più di un secolo dalla registrazione - non è ancora divenuto di pubblico dominio. Infatti, nell'ottobre 2002, il Tribunale di Torino ha riconosciuto Alfredo Mazzucchi, deceduto nel 1972, come coautore della melodia, di conseguenza il brano rimarrà sotto copyright fino al 2042.

## Interpretazioni
La più grande interpretazione di questa canzone rimane probabilmente quella di Enrico Caruso, accanto alla quale si annovera quella di Luciano Pavarotti, da solo e con il gruppo dei Tre Tenori ma moltissimi altri artisti hanno interpretato il brano, del quale esistono molteplici versioni; fra le più famose quella di Elvis Presley, col titolo di It's Now or Never, derivata da una precedente incisione dell'attore e cantante Tony Martin. Il disco di Presley, pubblicato nel settembre del 1960, raggiunge la prima posizione nella Billboard Hot 100 per cinque settimane, nelle Fiandre in Belgio per tre settimane, nei Paesi Bassi per dieci settimane, Norvegia per sei settimane, Regno Unito e Australia e la seconda in Germania, vendette dieci milioni di copie, risultando il più venduto della sua carriera.
Nel 1961 Incide Domenico Modugno Album Modugno
Nel 1964 Incide Claudio Villa Napoli Contro Tutti
Nel 1968 Incide La Cantante Mina Nell Album I Discorsi sempre Nel 2003 Incide Nell'Album Napoli Secondo Estratto
Nel 1970 Massimo Ranieri fa una sua incisione album 1970
Nel 1999 Nel Programma Televisivo C' era Un Ragazzo Lucio Dalla Gianni Morandi Eros Ramazzotti i tre tremori 
Nel 2002 il cantante Al Bano include una versione particolare di 'O sole mio nel suo CD Carrisi canta Caruso "duettando" virtualmente con il tenore Enrico Caruso.
Nel 2005 Artista Partenopeo Pino Daniele incide nell'album Iguana Cafè In versione Inglese It's now or never meta italiano in versione Blues
Nel 2009 artista britannico Elton John si Esibisce a Live Piazza Plebiscito
Nel 2010 Il Volo incidono una versione Crossover classico pop 
Nel 2011 Andrea Bocelli (Live At Central Park, New York/2011) Album One Night In Central Park
Nel 2014 Gianna Nannini incide una versione rock nell'album Hitalia